# Deutsche Poolbillard-Meisterschaft 2001 (Senioren)
Die Deutsche Poolbillard-Meisterschaft 2001 war die 17. Austragung zur Ermittlung der nationalen Meistertitel der Senioren in der Billardvariante Poolbillard. Sie wurde in Willingen ausgetragen.
Es wurden die Deutschen Meister in den Disziplinen 14/1 endlos, 8-Ball, 9-Ball und 8-Ball-Pokal ermittelt.

## Medaillengewinner
| Disziplin    | Gold                          | Silber                        | Bronze                                        | Bronze                                         |
| ------------ | ----------------------------- | ----------------------------- | --------------------------------------------- | ---------------------------------------------- |
| 14/1 endlos  | Jörg Rywotzki (BC Oberhausen) | Günter Geisen (BC Oberhausen) | Willi Ludwig (PBF Knielingen)                 | Harald Heller (PBC Listige Spitze Düsseldorf)  |
| 8-Ball       | Günter Geisen (BC Oberhausen) | Jörg Rywotzki (BC Oberhausen) | Willi Ludwig (PBF Knielingen)                 | Oskar Gold (PC 69 Babenhausen)                 |
| 9-Ball       | Günter Geisen (BC Oberhausen) | Werner Kohnle (BSV Dachau)    | Willi Ludwig (PBF Knielingen)                 | Kelly Blazio (CC Landstuhl)                    |
| 8-Ball-Pokal | Jörg Rywotzki (BC Oberhausen) | Werner Kohnle (BSV Dachau)    | Harald Heller (PBC Listige Spitze Düsseldorf) | Hartmuth Leifhelm (PBC Hellweg Lütgendortmund) |

## Modus
Die 32 Spieler, die sich über die Landesmeisterschaften der Billard-Landesverbände qualifiziert haben, spielten zunächst im Doppel-KO-System. Ab dem Viertelfinale wurde im KO-System gespielt.

## Wettbewerbe
Aus Gründen der Übersichtlichkeit werden im Folgenden jeweils nur die 16 bestplatzierten Spieler notiert.

### 14/1 endlos
| Platz | Spieler            | Verein                        |
| ----- | ------------------ | ----------------------------- |
| 1     | Jörg Rywotzki      | BC Oberhausen                 |
| 2     | Günter Geisen      | BC Oberhausen                 |
| 3     | Willi Ludwig       | PBF Knielingen                |
| 3     | Harald Heller      | PBC Listige Spitze Düsseldorf |
| 5     | Bernd Woitanowski  | PBF Mannheim-Ludwigshafen     |
| 5     | Rolf Commerscheidt | PBC Fortuna Aachen            |
| 5     | Santo Lia          | PBC Köln Süd                  |
| 5     | Bruno Ernst        | PBC Trier                     |
| 9     | Werner Kohnle      | BSV Dachau                    |
| 9     | Dieter Sellbach    | PBC Ballhunters Troisdorf     |
| 9     | Norbert Reimus     | PBC Münster                   |
| 9     | Ralf Waschkewitz   | BC Oberhausen                 |
| 13    | Rainer Wolff       | Astoria Walldorf              |
| 13    | Michael Engelen    | PBC Primus Eschweiler         |
| 13    | Dieter Michel      | BC Dissen                     |
| 13    | Kelly Blazio       | CC Landstuhl                  |

### 8-Ball
| Platz | Spieler           | Verein                        |
| ----- | ----------------- | ----------------------------- |
| 1     | Günter Geisen     | BC Oberhausen                 |
| 2     | Jörg Rywotzki     | BC Oberhausen                 |
| 3     | Willi Ludwig      | PBF Knielingen                |
| 3     | Oskar Gold        | PC 69 Babenhausen             |
| 5     | Bernd Woitanowski | PBF Mannheim-Ludwigshafen     |
| 5     | Harald Heller     | PBC Listige Spitze Düsseldorf |
| 5     | Dieter Michel     | BC Dissen                     |
| 5     | Edgar Beres       | PBC Schwerte 87               |
| 9     | Werner Kohnle     | BSV Dachau                    |
| 9     | Santo Lia         | PBC Köln Süd                  |
| 9     | Dieter Sellbach   | PBC Ballhunters Troisdorf     |
| 9     | Uwe Kirsch        | PBC Lüneburg                  |
| 13    | Richard Hartmann  | PBC Sand                      |
| 13    | Jörg Gutowski     | PBC Düren-Nord                |
| 13    | Gerd Griebner     | BC Skyline Osnabrück          |
| 13    | Hartmuth Leifhelm | PBC Hellweg Lütgendortmund    |

### 9-Ball
| Platz | Spieler          | Verein               |
| ----- | ---------------- | -------------------- |
| 1     | Günter Geisen    | BC Oberhausen        |
| 2     | Werner Kohnle    | BSV Dachau           |
| 3     | Willi Ludwig     | PBF Knielingen       |
| 3     | Kelly Blazio     | CC Landstuhl         |
| 5     | Martin Boxler    | 1. PBC Sonthofen     |
| 5     | Hans-Jörg Müller | 1. PBC Sonthofen     |
| 5     | Karl Kress       | BSV Dachau           |
| 5     | Santo Lia        | PBC Köln Süd         |
| 9     | Richard Hartmann | PBC Sand             |
| 9     | Karl Braun       | PBC Phönix Düren     |
| 9     | Uwe Heiligenhaus | BV Pool Moers        |
| 9     | Bruno Ernst      | PBC Trier            |
| 13    | Wolfgang Doering | BC Skyline Osnabrück |
| 13    | Dieter Michel    | BC Dissen            |
| 13    | Ralf Waschkewitz | BC Oberhausen        |
| 13    | Jörg Rywotzki    | BC Oberhausen        |